# Isabella d'Aviz (duchessa di Borgogna)
Isabella di Aviz o Isabella di Aviz e Lancaster o Isabella del Portogallo (Isabel in portoghese, in spagnolo, in basco, in galiziano, in asturiano e in aragonese, in catalano Isabel o  Elisabet, Elisabét in occitano, Isabelle in francese, Elizabeth in inglese, Elisabeth in tedesco e in fiammingo; Évora, 21 febbraio 1397 – Aire, 17 dicembre 1471) principessa della casa reale portoghese che fu duchessa consorte di Borgogna dal 1430 al 1467.

## Origine[1][2][3][4]
Era la settima figlia del re del Portogallo e dell'Algarve, Giovanni I d'Aviz e di sua moglie, Filippa di Lancaster.

## Biografia
Isabella, unica femmina (tutte e cinque le sorelle, tre di nome Bianca, delle quali, una illegittima, Eleonora e Giovanna morirono o in fasce o in tenera età) trascorse l'infanzia e la giovinezza alla corte di Lisbona dove suo padre, il re Giovanni I, le fece avere una buona educazione ed una buona istruzione e crebbe attorniata dai cinque fratelli, Edoardo, Pietro, Enrico, maggiori di lei e Giovanni e Ferdinando, minori di lei, in un ambiente tranquillo e privo di intrighi (Il grande poeta portoghese, Luís de Camões, li cita nel racconto epico, I Lusiadi, come Ínclita geração).
Nel 1415, nella tradizionale politica di alleanza con il regno d'Inghilterra, furono condotte delle trattative, in chiave antifrancese, per un matrimonio tra Isabella ed il re d'Inghilterra, Enrico V; le trattative non andarono a buon fine ma Isabella, che allora era diciottenne, non sembrò rammaricarsene troppo.
Nello stesso anno, sua madre, Filippa morì di peste nera, il 19 luglio 1415, lasciando Isabella nello sconforto, perché era molto legata alla madre. Da quel giorno si ritirò a vivere nelle sue stanze, circondata dalle sue dame.
Solo dopo altri tredici anni, per merito del fratello Pietro ricevette un'altra proposta di matrimonio; nel 1426, Pietro giunse nelle Fiandre e fu ospitato alla corte del duca di Borgogna, Filippo il Buono, che era vedovo da un anno; Pietro raccomandò a Filippo la sorella Isabella, come moglie. Filippo, nel 1428, inviò una delegazione in Portogallo, che includeva il pittore Jan van Eyck, che fece due ritratti alla principessa Isabella, per condurre le trattative di matrimonio che furono positive e la delegazione, nel 1429, rientrò a Bruges, dove il duca Filippo accettò le condizioni; il contratto di matrimonio fu stipulato a Lisbona, il 24 luglio del 1429 ed il matrimonio per procura fu celebrato, sempre a Lisbona, il giorno seguente.
La principessa Isabella rinviò la partenza di alcune settimane per i preparativi e per i festeggiamenti che si tennero alla corte portoghese, per il matrimonio dell'unica principessa della casa reale, ed alla fine, il 19 ottobre, una flotta di 20 navi, con 2000 persone al seguito salpò da Lisbona e giunse nelle Fiandre il 25 dicembre del 1429.
Il 7 gennaio del 1430, a Sluys, nelle vicinanze di Bruges furono celebrate le nozze tra Isabella e il duca di Borgogna, conte di Borgogna, Artois e Fiandre, Filippo il Buono, l'unico figlio maschio di Giovanni Senza Paura, duca di Borgogna, conte di Borgogna (Franca Contea), Artois e Fiandre, e di Margherita, figlia del duca di Baviera-Straubing Alberto I, conte di Hainaut e di Olanda.
In onore di Isabella, Filippo, il 10 gennaio 1430, istituì l'Ordine del Toson d'oro.

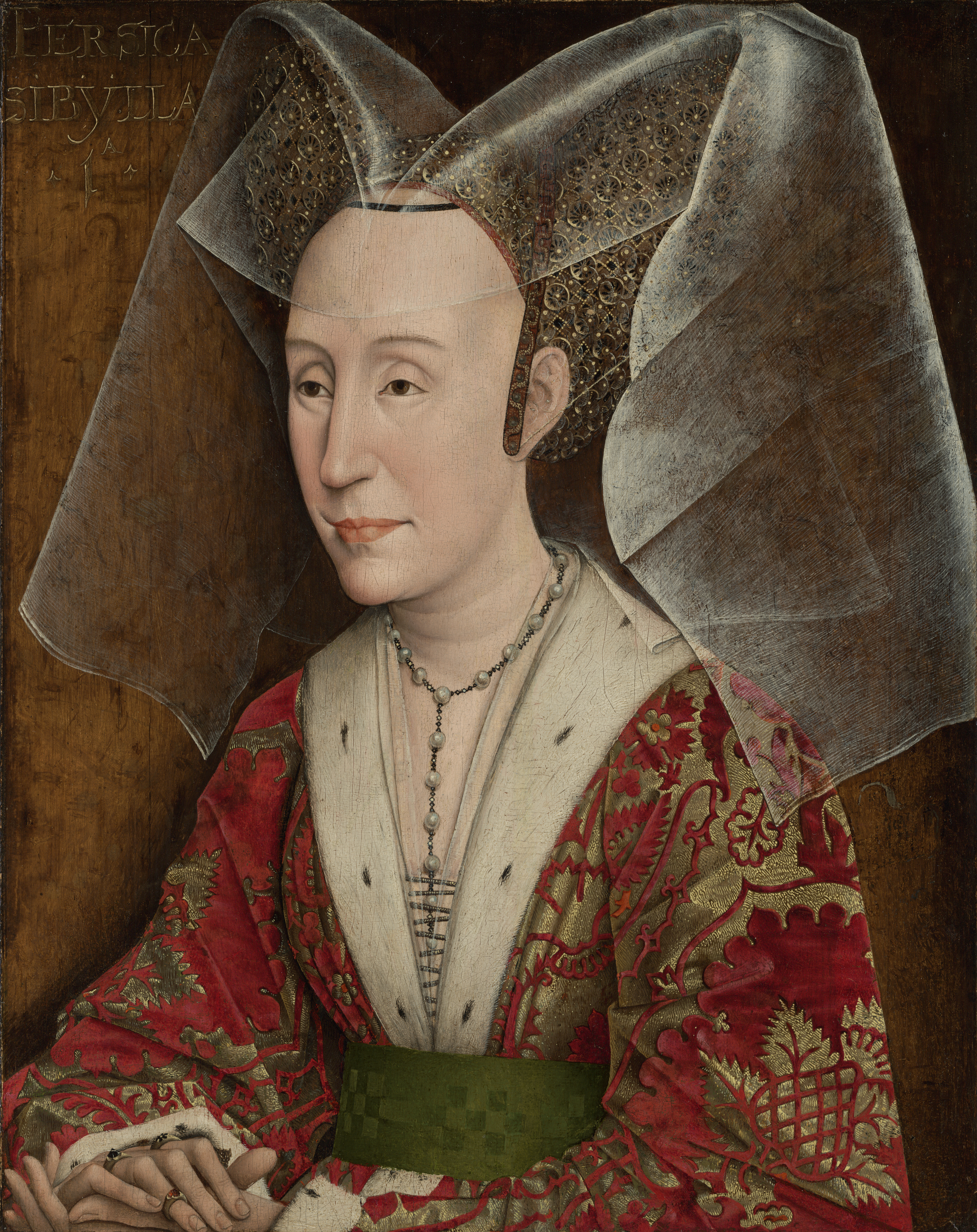
Ritratto di Isabella del Portogallo (atelier di Rogier van der Weyden), 1450 ca.

Isabella era una donna molto raffinata ed intelligente, che apprezzava essere circondata da artisti e poeti, fu una mecenate e migliorò la vita alla corte di Borgogna.
Tuttavia la sua presenza fu molto importante nella vita politica del figlio, Carlo I il Temerario, ma soprattutto del marito Filippo, espletando per lui anche delle missioni diplomatiche:
- nel 1434, Filippo le lasciò temporaneamente il governo della Borgogna, superando tutte le difficoltà che presentavano;
- nel 1435, presenziò al congresso di Arras, dove intervenne e fu artefice degli accordi presi, tra il marito Filippo ed il re di Francia, Carlo VII, che sanciva la nuova alleanza, tra Francia e ducato di Borgogna;
- nel 1436, si adoperò affinché fassero appianati i dissidi tra il duca, suo marito e gli abitanti di Bruges;
- nel 1437, con il matrimonio dell'ereditiera di Penthièvre riuscì a riportare la pace tra i due rami della casa di Borgogna;
- nel 1439, migliorò le relazioni commerciali tra il regno d'Inghilterra ed il ducato di Borgogna, soprattutto nell'interesse delle Fiandre;
- tra il 1439 ed il 1445 prese parte ad una serie di negoziati, in rappresentanza di Carlo VII, tra la Francia e l'Inghilterra e tutti gli altri stati coinvolti nella guerra dei cent'anni. Nel 1440, ebbe la soddisfazione di far liberare il duca d'Orléans, Carlo, dopo 25 anni di prigionia inglese. Al duca d'Orleans fu poi concessa la mano di una principessa borgognona, Maria di Cleves.

Nel 1457, col marito si ritirò nel castello di Nieppe, dove si dedicò a pratiche di carità e collaborò con Eleonora di Poitiers a scrivere un libro, <Gli onori della corte>, che si occupava dell'etichetta a corte.
Isabella morì nelle Fiandre, a Aire-sur-la-Lys (oggi, nel dipartimento francese del Passo di Calais), il 17 dicembre del 1471 e fu inumata nella certosa di Gosnay (oggi, nel dipartimento francese del Passo di Calais): solo in un secondo tempo la salma fu traslata a Digione e tumulata nella certosa.

## Figli[3][7][8][9]
Al marito Filippo, Isabella, diede tre figli:
- Antonio (30 settembre 1430, Bruxelles – 5 febbraio 1432, Bruxelles), Conte di Charolais
- Giuseppe (24 aprile 1432 – 6 maggio 1432), Conte di Charolais
- Carlo (1433–1477), Conte di Charolais e successore di Filippo III come Duca.

Secondo The PEDIGREE, verso la fine del 1432, alla coppia sarebbe nata anche una figlia:
- Luisa (ca. 1432-?) che avrebbe sposato Adriano de Mailly (?-1518)[3][10]

## Ascendenza
|                                            |                           |                                          | Genitori               |  |  | Nonni |  |  | Bisnonni                  |  |  | Trisnonni              |  |
|                                            |                           |                                          |                        |  |  |       |  |  | Alfonso IV del Portogallo |  |  | Dionigi del Portogallo |  |
|                                            |                           |                                          |                        |  |  |       |  |  | Alfonso IV del Portogallo |  |  | Dionigi del Portogallo |  |
|                                            |                           | Isabella d'Aragona                       |                        |  |  |       |  |  | Alfonso IV del Portogallo |  |  |                        |  |
| Pietro I del Portogallo                    |                           |                                          |                        |  |  |       |  |  | Alfonso IV del Portogallo |  |  |                        |  |
|                                            |                           | Beatrice di Castiglia                    | Sancho IV di Castiglia |  |  |       |  |  |                           |  |  |                        |  |
|                                            |                           | Beatrice di Castiglia                    | Sancho IV di Castiglia |  |  |       |  |  |                           |  |  |                        |  |
|                                            |                           | Beatrice di Castiglia                    | Maria di Molina        |  |  |       |  |  |                           |  |  |                        |  |
| Giovanni I del Portogallo                  |                           | Beatrice di Castiglia                    |                        |  |  |       |  |  |                           |  |  |                        |  |
|                                            |                           | Lourenço Martins                         | …                      |  |  |       |  |  |                           |  |  |                        |  |
|                                            |                           | Lourenço Martins                         | …                      |  |  |       |  |  |                           |  |  |                        |  |
|                                            |                           | Lourenço Martins                         | …                      |  |  |       |  |  |                           |  |  |                        |  |
| Teresa Lourenço                            |                           | Lourenço Martins                         |                        |  |  |       |  |  |                           |  |  |                        |  |
|                                            |                           | Sancha Martins                           | …                      |  |  |       |  |  |                           |  |  |                        |  |
|                                            |                           | Sancha Martins                           | …                      |  |  |       |  |  |                           |  |  |                        |  |
|                                            |                           | Sancha Martins                           | …                      |  |  |       |  |  |                           |  |  |                        |  |
| Isabella d'Aviz                            |                           | Sancha Martins                           |                        |  |  |       |  |  |                           |  |  |                        |  |
|                                            | Edoardo III d'Inghilterra | Edoardo II d'Inghilterra                 |                        |  |  |       |  |  |                           |  |  |                        |  |
|                                            | Edoardo III d'Inghilterra | Edoardo II d'Inghilterra                 |                        |  |  |       |  |  |                           |  |  |                        |  |
|                                            | Edoardo III d'Inghilterra | Isabella di Francia                      |                        |  |  |       |  |  |                           |  |  |                        |  |
| Giovanni Plantageneto, I duca di Lancaster | Edoardo III d'Inghilterra |                                          |                        |  |  |       |  |  |                           |  |  |                        |  |
|                                            |                           | Filippa di Hainaut                       | Guglielmo I di Hainaut |  |  |       |  |  |                           |  |  |                        |  |
|                                            |                           | Filippa di Hainaut                       | Guglielmo I di Hainaut |  |  |       |  |  |                           |  |  |                        |  |
|                                            |                           | Filippa di Hainaut                       | Giovanna di Valois     |  |  |       |  |  |                           |  |  |                        |  |
| Filippa di Lancaster                       |                           | Filippa di Hainaut                       |                        |  |  |       |  |  |                           |  |  |                        |  |
|                                            |                           | Enrico Plantageneto, I duca di Lancaster | Enrico Plantageneto    |  |  |       |  |  |                           |  |  |                        |  |
|                                            |                           | Enrico Plantageneto, I duca di Lancaster | Enrico Plantageneto    |  |  |       |  |  |                           |  |  |                        |  |
|                                            |                           | Enrico Plantageneto, I duca di Lancaster | Maud Chaworth          |  |  |       |  |  |                           |  |  |                        |  |
| Bianca di Lancaster                        |                           | Enrico Plantageneto, I duca di Lancaster |                        |  |  |       |  |  |                           |  |  |                        |  |
|                                            |                           | Isabella di Beaumont                     | Enrico di Beaumont     |  |  |       |  |  |                           |  |  |                        |  |
|                                            |                           | Isabella di Beaumont                     | Enrico di Beaumont     |  |  |       |  |  |                           |  |  |                        |  |
|                                            |                           | Isabella di Beaumont                     | Alice Comyn            |  |  |       |  |  |                           |  |  |                        |  |
|                                            |                           | Isabella di Beaumont                     |                        |  |  |       |  |  |                           |  |  |                        |  |